# Hannes Löschel
Hannes Löschel (* 1963 in Wien) ist ein österreichischer Musiker und Komponist.

## Leben
Löschel spielt seit seinem fünften Lebensjahr Klavier und trat nach seiner musikalischen Ausbildung an der Hochschule für Musik in Wien vorerst als Interpret zeitgenössischer Musik auf. Ab ca. 1990 begann er, stilübergreifende Arbeiten als Komponist, Ensembleleiter und Arrangeur zu entwickeln.
1995 gründete er das österreichische Trio Löschel Skrepek Zrost, mit Paul Skrepek und Martin Zrost, das mit seiner ersten CD While You Wait 1997 den Hans-Koller-Preis – Album des Jahres erhielt. In der Folge arbeitete er in  Formationen unterschiedlicher Stilrichtungen, so unter anderem in der elektroakustischen Formation antasten mit Thomas Lehn und Josef Novotny, im Rahmen des frei improvisierenden Trios Kinds mit David Tronzo  und in seinem 2008 komponierten Song-Zyklus Songs of Innocence mit Phil Minton. Weitere von ihm mitbegründete oder geleitete Formationen und Projekte waren u. a. das Duo Chroma mit Elisabeth Flunger, Phls Trio mit Peter Herbert und Paul Skrepek, die Velvet Lounge, Kratky Baschik, Kinds of Orchestra, Hannes Löschel Stadtkapelle und weana korn. Im Rahmen von Konzerten und Tourneen trat er auf Festivals und Bühnen in Europa, Nord- und Südamerika, Australien und Japan auf.
2000 gründete er das Label loewenhertz mit Produktionen aktueller Musik. Von 2010 bis 2011 war er Artist in Residence am Wiener Odeon.
Seit 2023 ist er als Nachfolger von Volkmar Klien Leiter des Instituts für Komposition und Dirigieren an der Anton Bruckner Privatuniversität in Linz.
Als Komponist schuf er Auftragswerke für ORF, WDR, Bregenzer Festspiele, Musiktriennale Köln, Wien modern, Diagonale, Wiener Volksliedwerk, Jeunesse, Jazzfestival Saalfelden, Glatt & Verkehrt u. a.
Neben zahlreichen CD-Produktionen und Auftrags-Kompositionen realisierte er Produktionen für Musik und Objekte in Zusammenarbeit mit den bildenden Künstlerinnen Lisi Breuss und Silvia Beck, Musik zu Stummfilmen, Musik zu Tanz-Produktionen, Bühnenmusiken für Figurentheaterstücke sowie ein mehrteiliges Varieté-Programm (Das Unterösterreich).

## Werke
- Hannes Löschel – Rhetikus,  EX1994
- Löschel Skrepek Zrost While You Wait, EX 1996
- Hannes Löschel -Messages,  EX 1998
- Hannes Löschel - Konferenz der Armseeligkeit, loewenhertz 001, 2000
- Löschel Skrepek Zrost – AY, loewenhertz 002, 2001
- Löschel Skrepek Zrost Albert,  loewenhertz 003, 2001
- Löschel Skrepek Zrost While You Wait, 2. Auflage,  loewenhertz 004, 2001
- PHLS Trio (Herbert Löschel Skrepek) - Perilous Nightwalk,  loewenhertz 005, 2001
- antasten (Lehn Löschel Novotny) – excentriques, loewenhertz 006, 2001
- antasten (Lehn Löschel Novotny) - echos an kegelrändern, loewenhertz 007, 2001
- Hannes Löschel - Edi Flaneur,  loewenhertz 008, 2002
- Gustav Deutsch, Hannes Löschel & The Velvet Lounge, Film ist.Musik loewenhertz 009, 2002
- KINDS (Löschel Tang Tronzo) - the very life of art, loewenhertz 014, 2004
- Hannes Löschel - Herz.Bruch.Stück, loewenhertz 017, 2007
- Hannes Loeschel – Songs of Innocence, Exit Eden feat. Phil Minton, collegno wwe 20903, 2010

### Ensemblemusiker
- EREB AFRIK loewenhertz 010/011, composition for two pianos & one player by Burkhard Stangl
- CHARMING NIGHTS, GFT 2003,  ORFHAPPY END, GFT 2007, ORF
- Aichinger Löschel Mühlbacher Nagl – WEAN JAZZ live, ORF CD 3083

### Kompositionen
- MESSAGES, für kleines Ensemble, 1998
- Konferenz der Armseligkeit, Klavier, Tapes, 1999
- Memories of New Guinea, Suite für Streichquartett, 1999
- Collage, Streichquartett, 2000
- Telenovela Largo, Klavier & Tape, 2001
- Sang, für Kammerensemble und Klavier, 2004
- Spin, für erweitertes Streicherensemble, Flügel, Turntables und Elektronik, 2006
- FLUG, für Ensemble 2010
- Geflecht, für Ensemble 2008
- Readymade IV, Inside Piano & Tape, 2010